# Katja-Annika Pahl
Katja-Annika Pahl (* 30. Dezember 1971 in Hamburg) ist eine deutsche Architektin und Hochschullehrerin.

## Werdegang
Katja-Annika Pahl studierte Architektur von 1991 bis 1997 an der TU Braunschweig und arbeitete anschließend bei André Poitiers (1997–98) und bei Bothe Richter Teherani in Hamburg (1998–99). Pahl lehrte als wissenschaftliche Mitarbeiterin (1998–2001) sowie als Oberassistentin an der TU Dresden (2001–08), als Tutorin an der Internationalen Sommerakademie Görlitz/Zgorzelec (2002), als Gastprofessorin an der Kent State University (2004) und seit 2008 als Professorin für Entwerfen, Darstellung und Gestaltung an der Hochschule Bremen.

## Bauwerke
- 2014–17: Unser Lieben Frauen, Schwachhausen mit Thomas Völlmar, Campe Janda Architekten, Anna Viader und nps[3]
- 2010–12: Stadtwerder, Bremen mit Theis Janssen und Thorsten Böhlken[3]
- 2000–04: Gemeindehaus St. Petri, Magdeburg mit Franz Mersch und Trompeter Münster[3]

## Auszeichnungen und Preise
- 2018: Hauptpreis – BDA Preis Bremen für Unser Lieben Frauen[4]
- 2018: Shortlisted – Nike für Unser Lieben Frauen[5]
- 2017: Nominierung – Fritz Höger Preis für Haus C. Stadtwerder[6]
- 2014: Anerkennung – BDA Preis Bremen für Haus C. Stadtwerder[7]

## Publikationen (Auswahl)
- Pahl, K.-A.; Pahl, J.-P.: Entwicklung von Berufsschulgebäuden von den Anfängen beruflichen Unterrichts bis zum Ende der 1960er Jahre. In: Mersch, F. F.; Pahl, J.-P.: Handbuch: Gebäude Berufsbildender Schulen. Bielefeld, 2022. ISBN 978-3-7639-6205-1
- Pahl, K.-A.: Future Prospects for the Neue Vahr. An Interdisciplinary Approach to Drafting a Leitbild. In: Harnack, M. et al: Adaptive Reuse. Strategies for Post-War-Modernist Housing. Berlin, 2019. ISBN 978-3-86859-611-3
- Pahl, K.-A.; Reuther, I.; Stubbe, P.; Tietz, J. (Hg.): Potenzial Großsiedlung – Zukunftsbilder für die Neue Vahr. Berlin, 2018. ISBN 978-3-86859-533-8
- Pahl, K.-A. (Hrsg.): Echt?! – Zum Bezug von Praxis und Lehre in der Architekturausbildung. Dresden, 2013. ISBN 978-3-944331-11-9
- Pahl, K.; Völlmar, T.: Entwicklung und Perspektiven des Architekturberufs. In: Pahl, Jörg-Peter; Herkner, Volkmar (Hrsg.): Handbuch Berufsforschung. Bielefeld, 2013. (S. 791–802) ISBN 978-3-7639-5094-2
- Pahl, K.-A.: Handwerk und Architektur, TUDpress, Dresden 2010. ISBN 978-3-941298-76-7
- Pahl, K.-A.: Handwerk und Architektur. Zwischenbericht über ein Projekt zur Verbesserung der Kommunikation im Bauprozess, in: Umweltpsychologie. 14. Jg., Heft 1(26), Bochum, 2010. (S. 114–129). ISSN 1434-3304
- Pahl, K.-A., Weber, Ralf (Hrsg.): Thema Material, tudpress, Dresden 2008. ISBN 978-3-940046-89-5
- Pahl, K.-A.: Lernraum “Studio”. Die Bedeutung von Ausstattung und Raumstruktur, In: berufsbildung. Zeitschrift für Praxis und Theorie in Betrieb und Schule. Dezember 2008 62 Jahrgang. Heft Nr. 113/114 (S. 22–23)
- Pahl, K.-A.: Informelle Lernkultur. Soziale Lern- und Arbeitsumgebungen in der Projektarbeit, In: berufsbildung. Zeitschrift für Praxis und Theorie in Betrieb und Schule. März 2008 62 Jahrgang. Heft Nr. 109/110 ISSN 0005-9536 (S. 22–23)
- Pahl, K.-A.; Pahl, Maike-Svenja: Architektur macht Schule. Eine praxisorientierte Methode zum gemeinsamen Lernen von Auszubildenden und Architekturstudenten, In: berufsbildung. Zeitschrift für Praxis und Theorie in Betrieb und Schule. September 2007, 61 Jahrgang. Heft Nr. 106 ISSN 0005-9536 (S. 43–44)